# الهيئة الوطنية العليا لمكافحة الفساد (اليمن)
الهيئة الوطنية العليا لمكافحة الفساد هي هيئة حكومية يمنية تُعنى بمكافحة الفساد، ومقرها بالعاصمة صنعاء، وليس لها أي فروع في المحافظات.

## قطاعات الهيئة
- قطاع الذمة المالية
- قطاع التحري والتحقيق والمتابعة القضائية
- قطاع المؤسسات المالية والاقتصادية
- قطاع التعاون الدولي 
- قطاع الرقابة والتفتيش الفني 
- قطاع وحدات الجهاز الإداري للدولة
- قطاع الإعـلام 
- قطاع المجتمع المدني
- قطاع تطوير التشريعات والنظم المالية

## طالع أيضًا
- الهيئة العليا للرقابة على المناقصات والمزايدات.